# والاسگالا
والاسگالا (انگلیسی: Walasgala) یک منطقهٔ مسکونی در سری‌لانکا است که در استان جنوبی (سری‌لانکا) واقع شده‌است.